# Hua Mulan
Hua Mulan (xinès tradicional: 花木蘭, xinès simplificat: 花木兰, pinyin: Huā Mùlán) és la protagonista d'una molt coneguda llegenda xinesa: va ser una dona que, disfressada de guerrer, es va unir a un exèrcit exclusivament masculí en el famós poema narratiu xinès Balada de Mulan.
L'obra es va compondre al segle vi, durant la major part del qual va governar la Xina la Dinastia Tang. La col·lecció de cants a la qual pertanyia originalment s'ha perdut, però se'n conserva una versió posterior, inclosa en una antologia de poemes lírics i balades compilada per Guo Maoqian al segle xii. Durant segles s'ha discutit si Mulan és un personatge històric o un personatge de ficció. Encara avui, es desconeix si la balada té o no base històrica.

## Llegenda
En la història Mulan es disfressa d'home per ocupar el lloc del seu ancià pare en l'exèrcit. Després de complir el seu servei en l'exèrcit, l'Emperador li ofereix els més alts honors. No obstant això, Mulan no desitja seguir en l'exèrcit, i demana només un ruc per tornar a la llar paterna. Quan els seus antics companys de l'exèrcit acudeixen a visitar-la, queden impactats en veure-la vestida com una dona. El poema acaba amb la imatge d'una llebre femella (Mulan) i una llebre mascle (els seus companys) corrent junts, i el narrador preguntant si algú seria capaç de distingir-les.